# Vital Remains
Vital Remains é uma banda de death metal estadunidense formada em 1988 por Tony Lazaro e Jeff Gruslin. As letras das músicas falam sobre satanismo, ocultismo, anti-cristianismo e morte. Tony Lazaro é endorser da Yavcon Guitars e possui uma guitarra em formato de cruz invertida vermelha, e nas extremidades possui formato de lâminas.

## História
Banda pioneira do death metal, surgiu em 1988 em Providence, nos Estados Unidos, liderada por Tony Lazaro, e teve várias mudanças de formação, até se estabelecer em 1997, onde contava com Dave Suzuki no baixo, guitarras solo e bateria, Tony Lazaro nas guitarras rítmicas e, em 2003, entra Glen Benton no vocal. Recentemente esses dois saíram, dando lugar a outros membros na banda.
No final de 2012 a banda fez uma bem sucedida turnê pelo Brasil ao lado das bandas Krisiun e Malevolent Creation.

## Tributos
Vital Remains participou de alguns álbuns-tributo ao longo da sua carreira, os quais foram:
- - A Call To Irons - A Tribute To Iron Maiden (1998), tocando "The Trooper";[3]
  - Hell Bent For Metal - Tribute To Judas Priest (1999), tocando "You've Got Another Thing Coming";
  - Hell Rules 2 - A Tribute To Black Sabbath (2000), tocando "War Pigs";
  - Curse Of The Demon - A Tribute To Mercyful Fate (2000), tocando "To One Far Away/Come To The Sabbath".